# مونتاغو (نيويورك)
مونتاغو (بالإنجليزية: Montague, New York)‏ هي بلدة أمريكية تقع في الولايات المتحدة في مقاطعة لويس، نيويورك. يقدر عدد سكانها بـ 78 نسمة ومساحتها 169.1 كم2 وترتفع عن سطح البحر 550 متر.